# Kineza
Kineza (z gr. κίνησις 'ruch') – ruch całego drobnego, prostego organizmu (np. bakterii, glonu, pierwotniaka, bezkręgowca) będący reakcją na bodziec. W odróżnieniu od taksji, ruch ten nie jest związany z kierunkiem działania bodźca, ale z jego natężeniem i nie jest skierowany w konkretnym kierunku. Kinezy mogą być mylone z taksjami, gdyż nierzadko dają złudzenie ruchów kierunkowych. Kinezy mogą być pozytywne, tj. wzrost natężenia bodźca powoduje przyspieszenie ruchu lub częstotliwość zmian jego kierunku, lub negatywne, gdy następuje wówczas jego zwolnienie. W niektórych przypadkach brak bodźca (np. ciemność) powoduje całkowite ustanie ruchu. Wzrost natężenia może wywoływać różne reakcje w różnych zakresach. Przykładem jest fotokineza u sinicy Anabaena variabilis:  Wzrost natężenia światła od 10 do 103 lx powoduje przyspieszenie ruchu, wzrost powyżej 103 lx powoduje jego spowolnienie, a powyżej 105 lx ruch ustaje.